# Pohotovostní spotřeba elektřiny
Pohotovostní spotřeba elektřiny u domácích spotřebičů a výpočetní techniky je spotřeba elektrické energie během doby, kdy se elektrický spotřebič nachází v pohotovostním stavu. Tato spotřeba činí od méně než jednoho wattu až po 20 wattů, typicky podle jmenovitého výkonu zařízení.
Často jde například o napájecí zdroje různých zařízení, elektrické obvody a senzory pro příjem signálu. Víceméně většina dnešních spotřebičů má pohotovostní stav: televizory, monitory, hifi věže apod.

## Spotřeba elektrické energie v pohotovostním stavu
V Evropské unii se průměrně spotřebuje 12 % elektrické energie pouze spotřebiči v pohotovostním stavu. Česká republika má podíl 8 – 10 %. Ve Švýcarsku je spotřeba energie z pohotovostních stavů cca 2 miliardy kilowatthodin ročně, tedy 2 TWh, terrawatthodiny. To odpovídá spotřebě asi 600 000 domácností.

## Omezení spotřeby v pohotovostním stavu
Podle nařízení Evropské unie musí být od ledna 2010 spotřeba nově prodávaných spotřebičů v pohotovostním stavu nižší než 1 watt. Od ledna 2013 musí být spotřeba pouze 0,5 Wattu (plyne z nařízení č. 1275/2008).

## Snižování spotřeby v pohotovostním stavu
- Během nákupu nového spotřebiče si zjišťovat jeho spotřebu v pohotovostním stavu.
- Odpojovat spotřebič fyzicky ze zásuvky. To platí například pro nabíječky baterií, pokud zrovna nenabíjí baterie. A ověřit to lze snadno dotykem ruky: Pokud zařízení hřeje, označují to například SEVEn! za plýtvání elektřinou. Pak lze poukázat na ekologii, na ochranu zdrojů na planetě.
- Používat prodlužovací kabel s vypínačem: Pomocí něj lze vypnout více zařízení současně.[3]
- Využívat Master-Slave kabely: Spotřebiče k nim připojené se zapnou automaticky současně s hlavním spotřebičem. Tím bývá například televizor nebo počítač.

Výše uvedenými způsoby lze ušetřit až 50 % spotřeby v pohotovostním stavu.